# ERT2
ERT2 (in greco: ΕΡΤ2) è il secondo canale della Ellinikí Radiofonía Tileórasi (ERT), l'emittente di teleradiodiffusione pubblica della Grecia. È il successore di YENED, il canale delle forze armate passato al controllo politico nel 1982. Dal 1997 al 2013 è stato chiamato NET (Nea Ellinikí Tileórasi, in italiano Nuova Televisione Greca). 
Il canale è stato chiuso l'11 giugno 2013 anche se con il supporto dell'Unione europea di radiodiffusione ha trasmesso via internet fino al 7 novembre dello stesso anno. Il canale è stato sostituito da NERIT Plus, della neonata Nea Ellinikí Radiofonía, Internet kai Tileórasi (NERIT).
Dopo la riapertura di ERT, avvenuta l'11 giugno 2015, ERT2 trasmette principalmente programmi educativi, culturali, sportivi e di intrattenimento. Trasmette anche una piccola percentuale di programmi della chiesa e programmi per bambini, principalmente nei fine settimana, programmi che prima della chiusura di ERT furono trasmessi dall'allora ET1.
Il canale trasmette in tutta la Grecia.

## Programmazione
Il palinsesto è composto principalmente da programmi d'intrattenimento, cultura, sport e per bambini, che mira a educare e informare i bambini su temi legati alle arti, alla natura, all'ambiente e alla letteratura. Inoltre, trasmette documentari, vecchie serie greche, film greci e stranieri e spettacoli d'archivio della ERT.
Dal 30 marzo 2020 trasmette anche i curricula delle scuole elementari, a seguito della chiusura delle scuole a causa della pandemia di coronavirus.

## Loghi

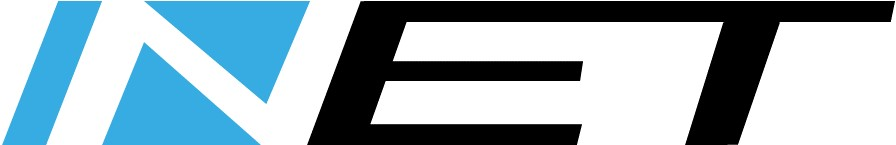
1997 - 2008
giugno 2008 - 11 giugno 2013
11 giugno 2015 - 27 settembre 2020
In uso dal 28 settembre 2020